# Последните 2 дни
Последните 2 дни е български игрален филм (късометражен психологически трилър, драма) от 2017 година по сценарий и режисура на Димитрис Георгиев. Оператор е Алберто Димитров, а музиката във филма е на Милен Апостолов.

## Сюжет
Историята проследява последните два дни на богато българско семейство.

### Актьорски състав
| Роля               | Изпълнител        |
| Ролите изпълняват: |                   |
| ------------------ | ----------------- |
| Ема                | Маргита Гошева    |
| Андрей             | Велислав Павлов   |
| Крис               | Мартин Димитров   |
| учителката         | Василена Винченцо |
| Калина             | Калина Нечева     |

## Фестивали
- Участва в конкурсната програма на „Los Angeles CineFest“ (Лос Анджелис, САЩ, 2017)
- Участва в конкурсната програма на 35-ия Фестивал на българския игрален филм „Златна роза“ (Варна, 2017)